# Hino da República Socialista Soviética da Estônia
O Hino Nacional da República Socialista Soviética da Estônia (estoniano: Eesti Nõukogude Sotsialistliku Vabariigi hümn) foi o hino nacional da Estônia quando esta era uma república da URSS, usado de 1945 a 1991. A música foi composta por Gustav Ernesaks, e a letra foi escrita por Johannes Semper. Este era o único hino de um estado da União Soviética que não mencionava russos. Em 21 de julho de 1956, uma terceira versão da letra foi criada para remover as menções de Josef Stalin.